# Lake Ozark
Pour les articles homonymes, voir Ozark.
Ne doit pas être confondu avec Lac des Ozarks.
Lake Ozark est une ville des comtés de Camden et de Miller dans le Missouri, aux États-Unis,. Elle est incorporée en 1966. La ville est implantée au sud-est de Lakeside, en bordure du lac des Ozarks.

## Démographie
Lors du recensement de 2010, le village comptait une population de 1 586 habitants. Elle est estimée, en 2017, à 1 792 habitants.

## Source de la traduction
- (en) Cet article est partiellement ou en totalité issu de l’article de Wikipédia en anglais intitulé « Lake Ozark, Missouri » (voir la liste des auteurs).